# Charles Howard Hodges
Charles Howard Hodges (Londra, 1764 – Amsterdam, 24 luglio 1837) è stato un pittore e incisore inglese.

## Biografia
Il percorso di studi e di formazione artistica di Hodges culminò con la frequentazione della scuola e della bottega di John Raphael Smith.

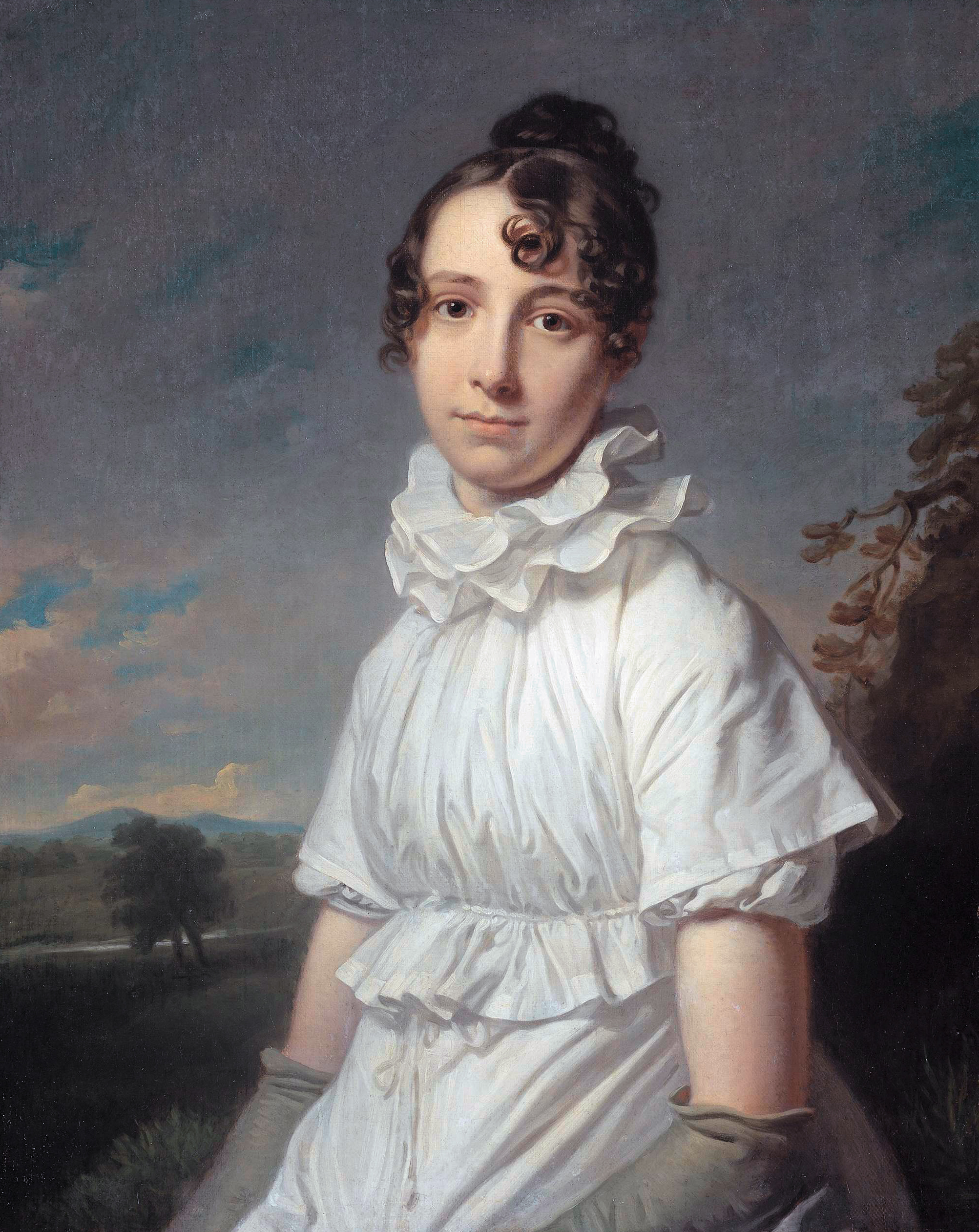
Ritratto di sua sorella Emma Jane, 1815

Dopo essere entrato nella Royal Academy Schools, all'età di ventiquattro anni si trasferì nei Paesi Bassi, prima a L'Aia e poi ad Amsterdam, dove divenne membro della Felix Meritis society.
I critici d'arte lo ritengono uno dei più importanti e creativi incisori del suo Paese, distintosi per la caratterizzazione del suo stile, aderente alla cosiddetta tecnica di incisione maniera nera (mezzatinta).
Oltre a realizzare incisioni di pregevole qualità ispirate da artisti quali Rembrandt, Reynolds, Van Dyck, e prodotte con la tecnica a mezzatinta imparata dal maestro Smith, Hodges si dimostrò anche un valente ritrattista nella tecnica  pastello e nella pittura a olio, come attestano le settecento opere di personalità significative a lui contemporanee,
da Napoleone Bonaparte a Guglielmo V.
Il suo stile fu influenzato dal pittore tedesco Tischbein, oltreché dal gusto drammatico e sentimentale del pittore inglese William Hamilton.
Collaborò anche con le autorità olandesi per il recupero delle opere d'arte sequestrate dall'esercito francese nel 1795.
Hodges trasmise i segreti della sua arte ai suoi figli, tra i quali si può menzionare James, che si mise in evidenza continuando la carriera del padre.